# 폼보니

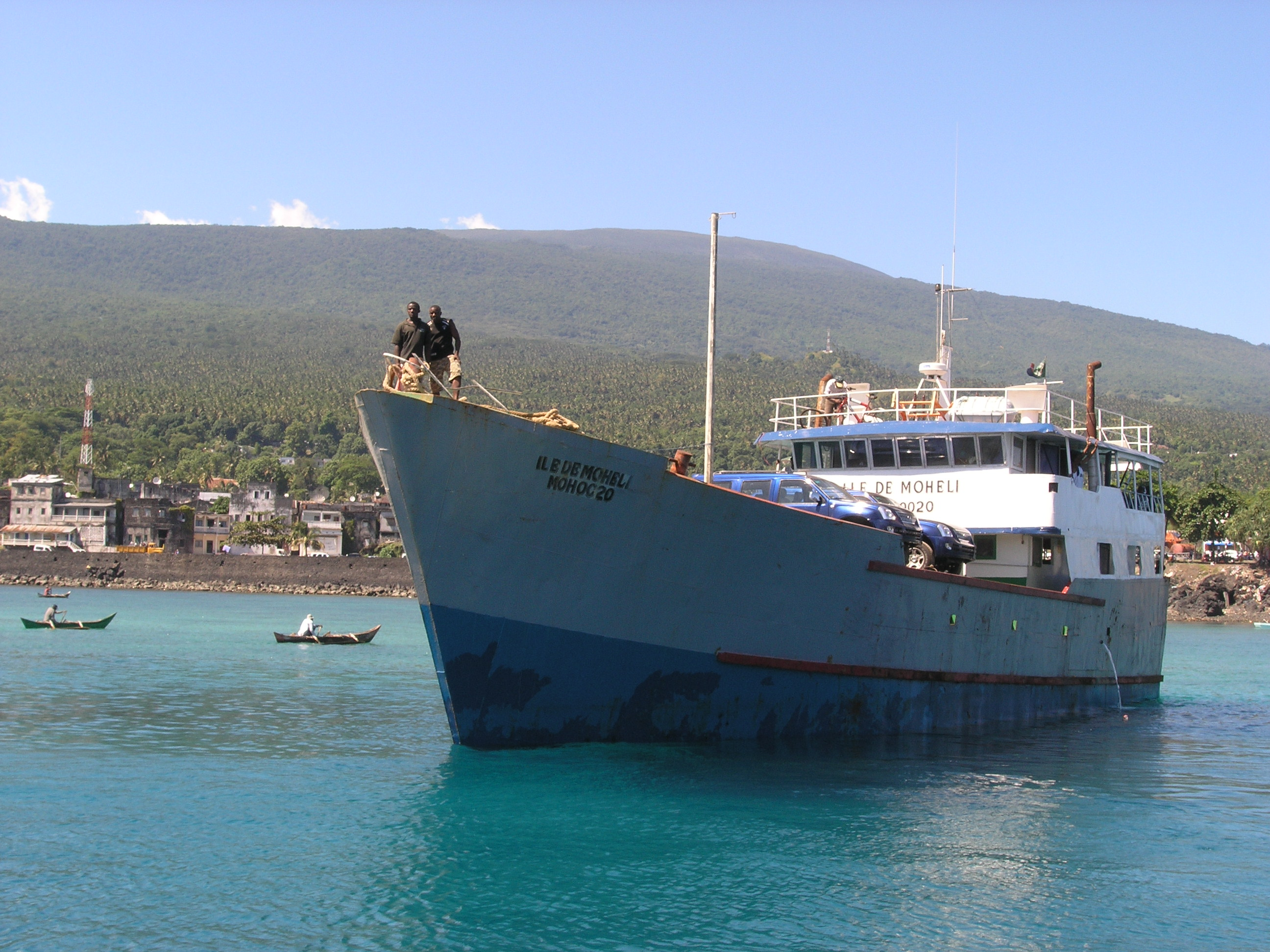

폼보니(Fomboni)는 코모로의 도시로, 인구는 15,000명이다. 모엘리섬에서 가장 큰 도시이자 중심 도시이며 코모로에서 세 번째로 큰 도시이다.